# Cerdistus
Cerdistus is een vliegengeslacht uit de familie van de roofvliegen (Asilidae).

## Soorten
- C. acuminatus Theodor, 1980
- C. antilco (Walker, 1849)
- C. armatus (Macquart, 1846)
- C. australasiae (Schiner, 1868)
- C. australis (Macquart, 1847)
- C. begauxi Tomasovic, 2005
- C. blascozumetai Weinberg & Bächli, 2001
- C. caliginosus (White, 1914)
- C. claripes (White, 1918)
- C. coedicus (Walker, 1849)
- C. creticus Hüttinger & Hradský, 1983
- C. cygnis (Dakin & Fordham, 1922)
- C. dactylopygus Janssens, 1968
- C. debilis Becker, 1923
- C. denticulatus (Loew, 1849)
- C. desertorum Efflatoun, 1934
- C. dimidiatus (Macquart, 1839)
- C. divaricatus (White, 1918)
- C. elegans Bigot, 1888
- C. elicitus (Walker, 1851)
- C. erythruroides Theodor, 1980
- C. erythrurus (Meigen, 1820)
- C. exilis (Macquart, 1838)
- C. flavicinctus (White, 1914)
- C. flavimystaceus (Macquart, 1850)
- C. fuscipennis (Macquart, 1838)
- C. graminicola Lehr, 1967
- C. graminis (White, 1914)
- C. hermonensis Theodor, 1980
- C. indifferens Becker, 1923
- C. jubatus Becker, 1923
- C. laetus Becker, 1925
- C. lativentris (Pandellé, 1905)
- C. lautus (White, 1918)
- C. lekesi Moucha & Hradský, 1963

- C. lividus (White, 1918)
- C. luctificus (Walker, 1851)
- C. maculatus (White, 1914)
- C. manii Schiner, 1867
- C. margitis (Walker, 1849)
- C. maricus (Walker, 1851)
- C. mcarthuri Lavigne & McAlister, 2012
- C. melanomerus Tsacas, 1964
- C. mellis (Macquart, 1838)
- C. neoclaripes (Hardy, 1921)
- C. novus Lehr, 1995
- C. olympianus Janssens, 1959
- C. pallidus Efflatoun, 1927
- C. prostratus Hardy, 1935
- C. rectangularis Theodor, 1980
- C. ruficoxatus (Macquart, 1850)
- C. rufometatarsus (Macquart, 1855)
- C. rusticanoides Hardy, 1926
- C. rusticanus (White, 1918)
- C. santoriensis Hüttinger & Hradský, 1983
- C. separatus Hardy, 1935
- C. setifemoratus (Macquart, 1855)
- C. setosus (Hardy, 1920)
- C. sugonjaevi Lehr, 1967
- C. syriacus (Schiner, 1867)
- C. varifemoratus (Macquart, 1850)
- C. varimystaceus (Macquart, 1847)
- C. villicatus (Walker, 1851)
- C. vittipes (Macquart, 1847)
- C. zelleri Schiner, 1862